# BX Волка
BX Волка (лат. BX Lupi) — одиночная переменная звезда в созвездии Волка на расстоянии (вычисленном из значения параллакса) приблизительно 18996 световых лет (около 5824 парсеков) от Солнца. Видимая звёздная величина звезды — от менее +16,3m до +15m.

## Характеристики
BX Волка — красная пульсирующая переменная звезда, мирида (M:) спектрального класса M. Эффективная температура — около 3337 K.